# ساوینی-ل-بن
ساوینی-ل-بن (به فرانسوی: Savigny-lès-Beaune) یک کمون در فرانسه با جمعیت ۱٬۳۷۲ نفر است که در Canton of Beaune-Nord واقع شده‌است.